# Bûcher
Pour les articles homonymes, voir Bucher et Bûcher funéraire.

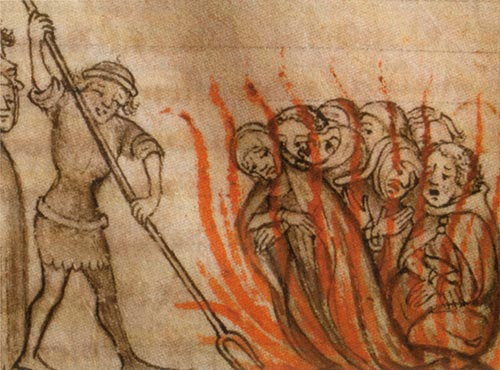
Exécution des Templiers.

Le bûcher (ou bucher) est un amas de bois, parfois complété d'autres combustibles, destiné à brûler soit un cadavre humain au cours d'un rite funéraire, soit un individu condamné à mort.
Connu depuis l'Antiquité, le bûcher funéraire est toujours pratiqué de nos jours, notamment en Inde et au Népal.
Comme peine de mort, il fut utilisé en Occident, du Moyen Âge jusqu'au XVIIIe siècle, pour exécuter :
- les sorciers ou magiciens ;
- les hérétiques relaps ;
- les homosexuels convaincus de sodomie ;
- les régicides.

## Histoire

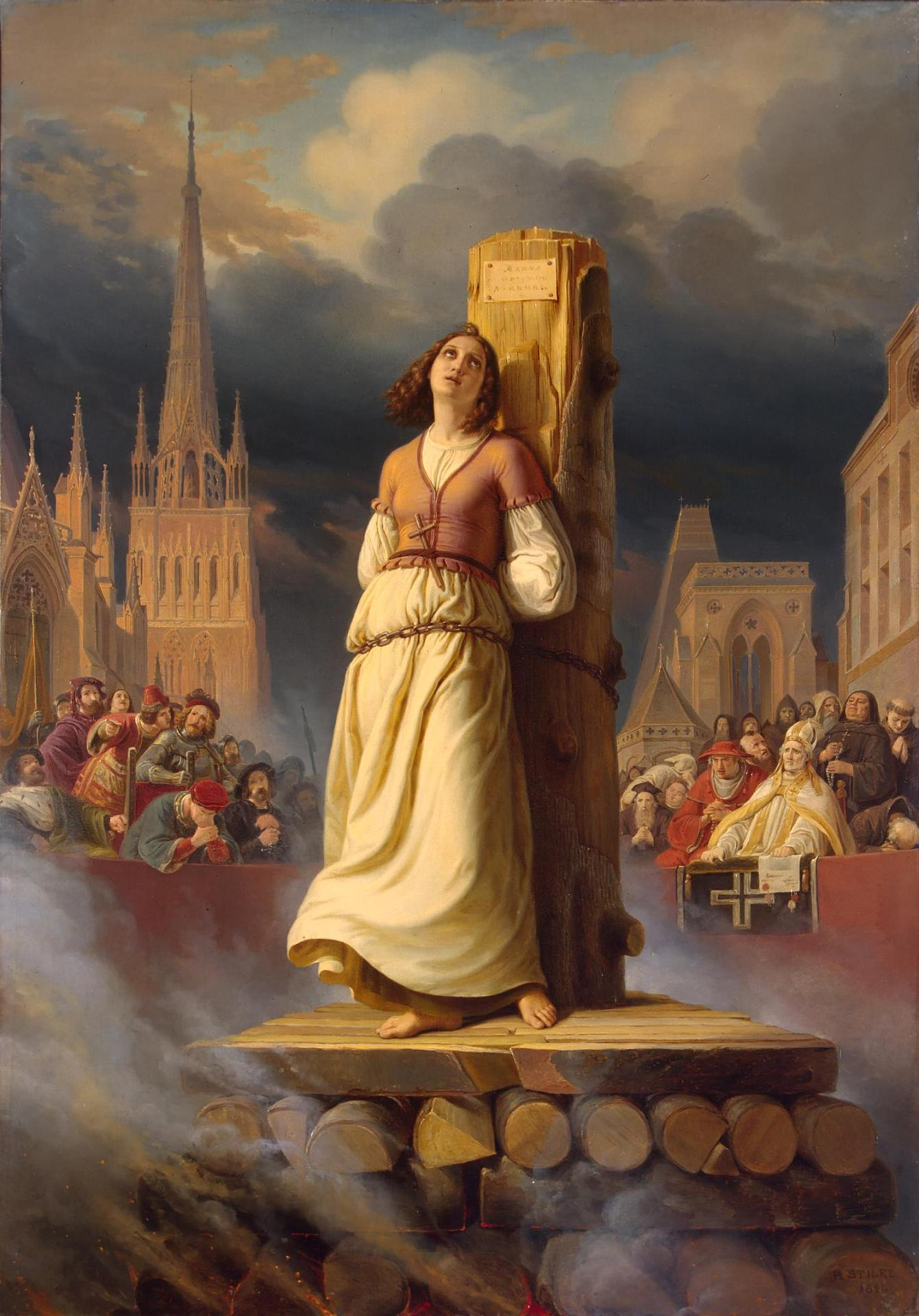
Représentation erronée du supplicié : il ne montait pas au bûcher mais était enfermé à l'intérieur, seuls son buste et sa tête émergeant.

Le bûcher a beaucoup été utilisé tout au long de l'Histoire : dans l'Antiquité (comme bûcher funéraire), sous l'Empire romain (pour le martyre des premiers chrétiens ; certaines hagiographies montrent que des tentatives échouèrent et que les condamnés durent avoir la tête tranchée), sous l'Empire byzantin (le bûcher était réservé aux zoroastriens récalcitrants car ces derniers rendaient un culte au feu) et dans les civilisations précolombiennes d'Amérique du Sud comme sacrifice.

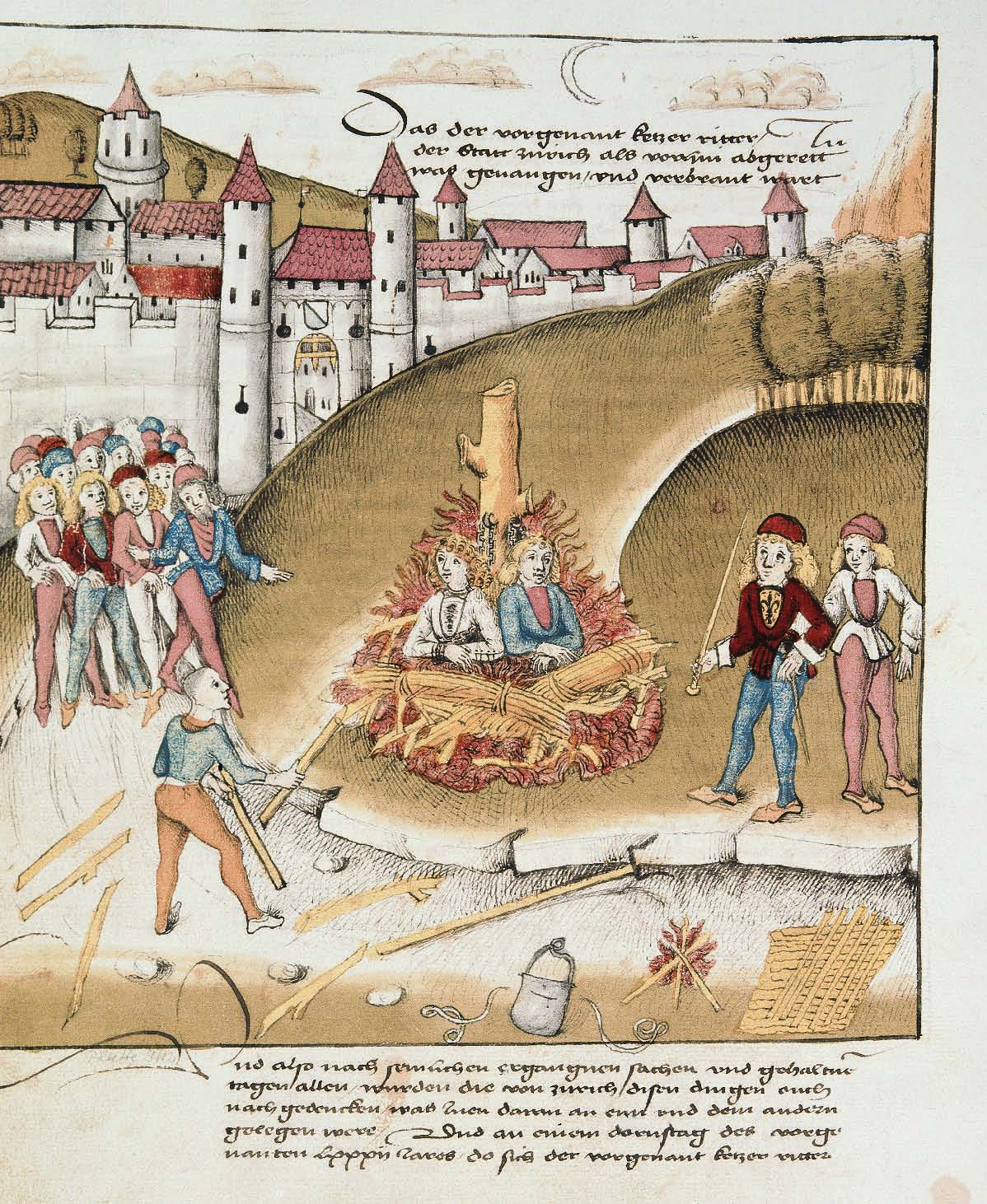
Exécution du chevalier de Hohenbourg et de son valet pour sodomie sous les remparts de Zurich en 1482.

Le supplice est réinventé en Occident un peu avant la réforme grégorienne. Le premier bûcher, mentionné sans précisions, date de 1010 et s'inscrit dans le cadre d'une campagne de persécution contre les Juifs commencée par leur expulsion de Mayence. Le procédé est renouvelé douze ans plus tard au terme du procès des « hérétiques d'Orléans ». Cette condamnation, à caractère politique, se veut exemplaire, et vise à instaurer un climat de terreur. Elle inaugure le « printemps des hérésies » que le zèle des prédicateurs s’emploie à éradiquer par le feu en Artois, à Vertus, Chalons, Montfort près d'Asti, Poitiers, Charroux, dans la campagne périgourdine, à Toulouse… Ce qui ne s'appelle pas encore un autodafé est souvent, comme dans les cas d'Abélard, de Marguerite Porete, d'Amaury de Bène, utilisé dans un premier temps comme une forme d'avertissement, ce qui permet de réserver le bûcher au relaps et de l'éviter au repentant, seule la « persévérance étant diabolique ».
Pour bâtir un bûcher, on fichait d'abord un poteau en terre, puis on disposait « autour de lui de la paille, des fagots et des bûches, en alternance, jusqu'à arriver à hauteur d'homme et en laissant un espace en façade pour pouvoir accéder au poteau ». L'estrade en hauteur afin que le peuple ne perdît rien du spectacle, favorisait la prise d'air par en dessous et la combustion du bois, le supplicié se trouvant davantage rôti que brûlé,. Le supplice pouvait être allongé en employant du bois vert qui brûlait plus lentement mais provoquait une mort par asphyxie, ou accéléré en ajoutant de la poix, en frottant les pieds du supplicié avec du lard afin qu'ils brûlassent plus vite. Quelquefois, on couvrait la victime de soufre ce qui l’asphyxiait ou on lui mettait sur la poitrine un sac de poudre à canon ou dans la bouche un éteuf plein de poudre qui explosait. A contrario, un retentum pouvait parfois abréger les souffrances en étranglant ou en assommant préalablement le condamné, voire en lui enfonçant dans le cœur un croc de fer par le bourreau placé derrière pour ne pas être vu par les spectateurs.
En Inde, les épouses des castes supérieures avaient obligation de se jeter dans le bûcher funéraire de leur mari (coutume du Satī), et supposées ne pas souffrir si elles étaient de bonnes épouses. Il fut également utilisé pendant les guerres de Religion à l'encontre des réformés. Dans certaines régions reculées, des accusations pour « crime de sorcellerie » sont toujours proférées. Des exécutions au bûcher ont notamment eu lieu en 2000 en Inde, en 2008 au Kenya, en 2014 au Nigéria et en 2016 en Papouasie-Nouvelle-Guinée.

## Comportements condamnés

### Sorcellerie

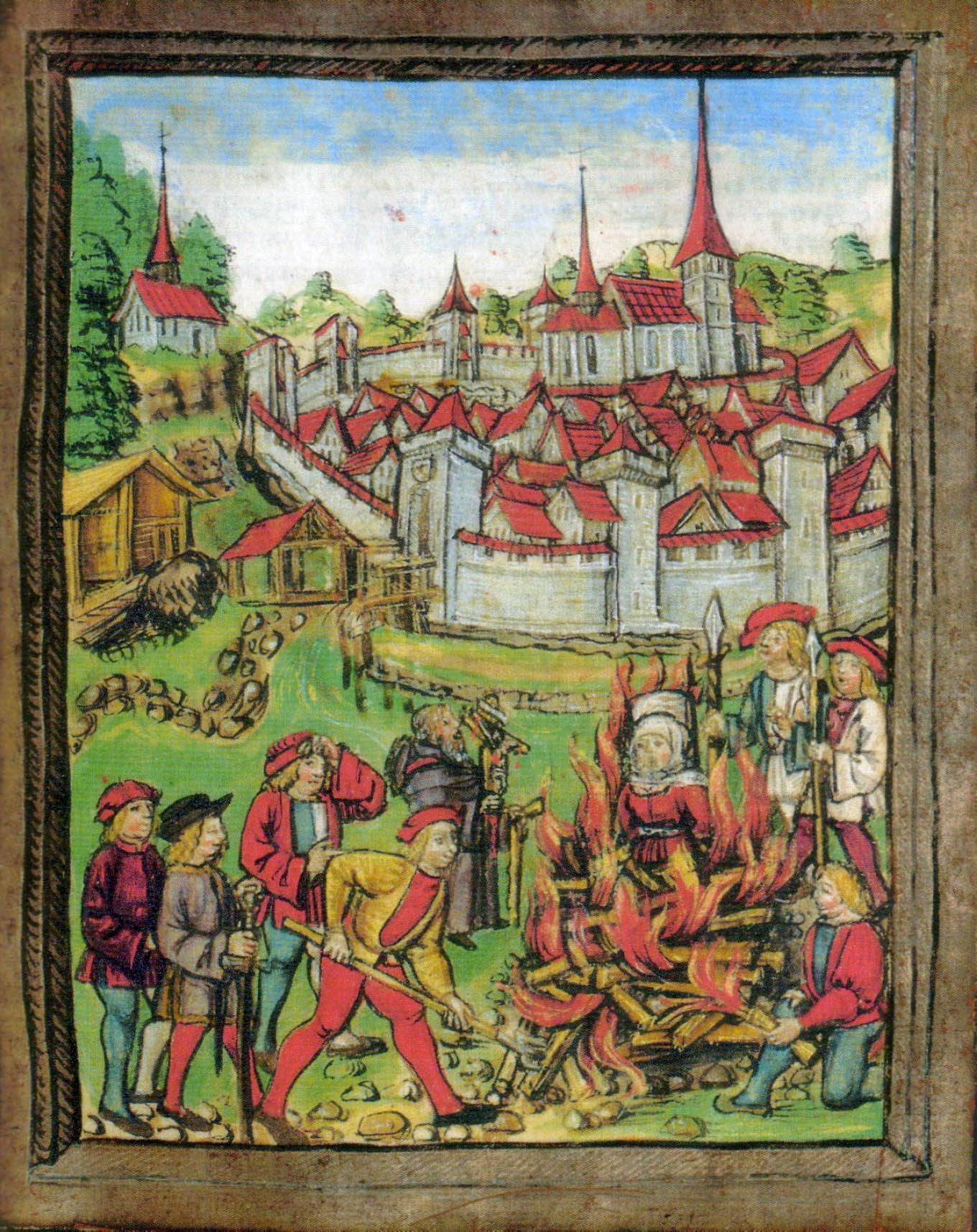
Femme brûlée pour sorcellerie à Willisau (Suisse) en 1447.

Urbain Grandier est mis à mort en raison de l'affaire des démons de Loudun en 1634. Périt de la même façon Catherine Deshayes, dite La Voisin, brûlée à Paris place de Grève en 1680, avorteuse, qui pratiquait des messes noires et fut mêlée à l'affaire des poisons.

### Homosexualité
Selon le Lévitique (20, 13), deux hommes coupables de sodomie doivent être punis de mort. Le 6 août 390, l'empereur romain Théodose Ier proclame un édit condamnant au bûcher les sodomites. En 1120, le concile de Naplouse institue la peine de mort sur le bûcher pour les sodomites du royaume de Jérusalem.
L'accusation d'homosexualité pouvait être utilisée, même lorsque la personne n'était pas homosexuelle, en l'absence d'autres raisons, pour condamner des hérétiques.[réf. nécessaire]
En 1440, Gilles de Rais est accusé de nombreux crimes, et parmi eux de sodomie (il s'agissait principalement de pédophilie), et meurt sur un bûcher. En 1554, le poète et humaniste Marc-Antoine Muret, inculpé mais en fuite en Italie, est condamné au bûcher pour sodomie par le Parlement et brûlé en effigie et donc par contumace.

### Régicides
Ravaillac, assassin du roi de France Henri IV, comme Robert-François Damiens qui tenta d'assassiner Louis XV, sont condamnés, selon la peine réservée aux régicides, au bûcher après écartèlement. Le cadavre de Jacques Clément, assassin de Henri III et tué juste après son acte, est également brûlé.
En 1806, en Martinique, Émilie, esclave de la maison de la Pagerie, est brûlée vive à Fort-de-France, pour tentative d'empoisonnement contre Rose Claire des Vergers de Sannois, mère de l'impératrice Joséphine de Beauharnais.

## Martyrs selon leur religion

### Juifs

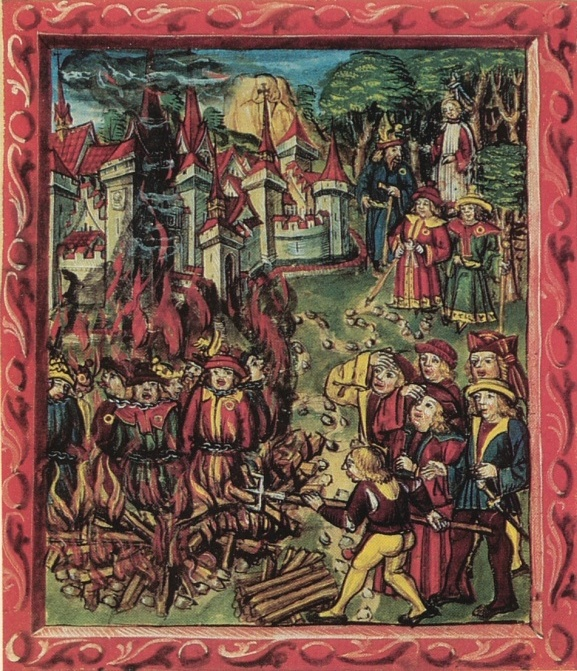
Juifs portant la rouelle condamnés au bûcher. Manuscrit médiéval.

À l'origine, la pointe aval de l'île de la Cité à Paris se terminait par trois îles : l'île aux Juifs, l'île aux Treilles et l'îlot de la Gourdaine. Elles furent réunies à l'île de la Cité par Henri IV pendant la construction du pont Neuf. L'île aux Juifs tenait son nom des nombreuses exécutions de Juifs organisées à cet endroit durant le Moyen Âge. C'est à ce même endroit que fut brûlé Jacques de Molay en 1314. Ailleurs, les exécutions ont concerné : Salomon Molkho, marrane qui se reconvertit au judaïsme, se proclama Messie, et périt par le feu pour apostasie. Les Juifs subissent de nombreuses persécutions et spécialement, pendant la peste noire, malgré la protection du pape Clément VI. Accusés d'empoisonner les puits, environ 2 000 d'entre eux seront brûlés vifs à Strasbourg le 14 février 1349.

### Martyrs chrétiens
Au temps de l'Empire romain, selon certains auteurs, des chrétiens furent exécutés par le feu selon une méthode particulière : le corps était entièrement enduit de poix et de résine à laquelle on mettait le feu. Selon leur hagiographie, certaines saintes ont réchappé au supplice du feu :
Sainte Agnès fut condamnée à être brûlée sur la place publique comme sorcière. Mais le feu épargna la jeune fille et détruisit ses bourreaux. Finalement, Agnès fut égorgée. Sainte Olive subit le même sort : elle fut condamnée à mourir sur le bûcher. Toutefois, les flammes refusant de la toucher, ses bourreaux se résolurent finalement à la décapiter. Sainte Eugénie aurait subi le même martyre en 257 : l'épreuve du bûcher ayant échoué, on lui trancha la tête.
Henri Voes et Jean Van Eschen sont les premiers martyrs protestants, brûlés le 1er juillet 1523 à Bruxelles. Anne du Bourg, calviniste, condamné en 1559 comme hérétique à être pendu en place de Grève, puis son corps brûlé. 1762 : Jean Calas, calviniste, accusé à tort d'avoir assassiné son fils, roué vif place Saint-Georges à Toulouse, étranglé puis brûlé.

## Bûcher funéraire

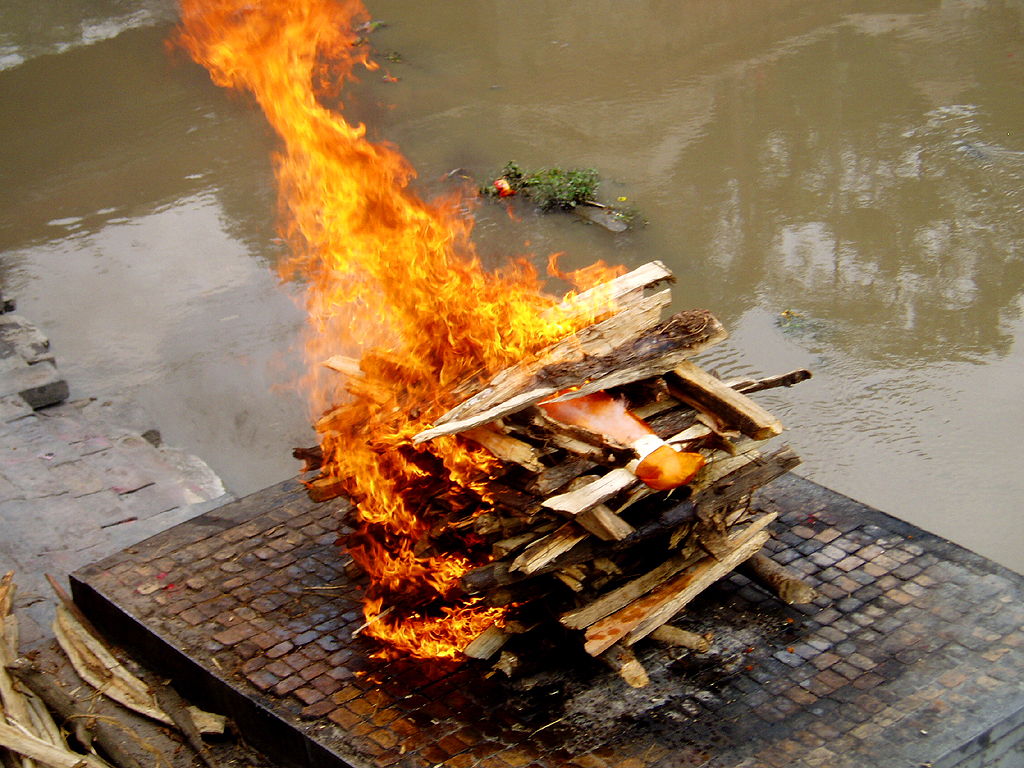
Bûcher funéraire au Népal (2004).

Le bûcher funéraire est un amas de bois sur lequel sont mis, dans certaines cultures, les cadavres pour leur crémation. Cette pratique s'observe depuis la préhistoire et perdure dans plusieurs cultures modernes.

## Mythologie
Selon la légende, le phénix transforme son nid en bûcher puis s'immole. Après trois jours, un nouveau phénix apparaît d'entre les cendres. Polyxène, princesse troyenne, fut immolée par les Grecs (notamment Néoptolème) sur le tombeau d'Achille. Achille fait édifier un bûcher pour son ami défunt Patrocle.
Apprenant l'infidélité de sa femme Alcmène, Amphitryon la condamne au bûcher mais Zeus éteint les flammes par une averse soudaine.
Après la mort de Baldr, les Ases brûlent son corps sur son vaisseau en guise de funérailles.

## Destruction d'objets
Un autodafé consiste à brûler des livres considérés comme païens, blasphématoires, immoraux ou contraire à une idéologie.
Sur le bûcher des vanités, on déposait des objets considérés comme luxueux — notamment des bijoux — pour expier ses péchés d'orgueil, d'avarice ou d'envie. Jérôme Savonarole, qui en avait dressé à Florence en 1497, périt pendu puis brûlé.

## Personnalités condamnées
La liste qui suit ne saurait être exhaustive. Elle recense des suppliciés dont l'Histoire a retenu le nom.

### Sous l'Empire romain
- Polycarpe de Smyrne, martyr chrétien, brûlé vif vers 155 ;
- Saint Laurent, martyr chrétien à Rome en 258. Selon la légende, on le fouette jusqu'au sang puis l'étend sur un gril que des charbons à demi allumés portent lentement à incandescence ;
- Irène de Thessalonique, martyre chrétienne à Thessalonique en 304. Après ses sœurs Agapi et Chiona, ses compagnes Eutychie, Philippa et Casie et son compagnon Agathon, elle est jetée vivante dans un brasier.

### En Allemagne
- Walter Lollard, théologien, brûlé vif à Cologne en 1322 pour hérésie ;
- Jan Hus, théologien tchèque, brûlé vif à Constance le 6 juillet 1415 pour hérésie ;
- Jérôme de Prague, théologien tchèque et disciple du précédent, brûlé vif à Constance le 30 mai 1416 pour hérésie. Il demande à voir la torche qui allume son bûcher et entonne un cantique à voix forte.

### En Autriche
- Balthazar Hubmaier, prêtre, brûlé vif à Vienne le 10 mars 1528 pour hérésie baptiste. Trois jours plus tard, sa femme est noyée puis brûlée.

### En Belgique
- Henri Voes et Jean Van Eschen, moines, brûlés vifs à Bruxelles, sur la Grand-Place, le 1er juillet 1523 pour hérésie. Leur supplice dure quatre heures ;
- Anne de Chantraine, brûlée vive à Liège ou Waret-la-Chaussee le 17 octobre 1622 pour sorcellerie. Elle a 17 ans ;
- Marguerite Tiste, étranglée puis brûlée à Mons le 27 juin 1671 pour sorcellerie.

### Au Canada
Deux des 8 martyrs canadiens morts pour leur foi chrétienne :
- Jean de Brébeuf, missionnaire jésuite français, affreusement torturé puis brûlé vif par les Iroquois le 16 mars 1649 près de la baie Géorgienne.
- Gabriel Lalemant, missionnaire jésuite français, affreusement torturé puis brûlé vif par les Iroquois le 17 mars 1649 près de la baie Géorgienne.

### À Cuba
- Hatuey, chef antillais adversaire des conquistadors, brûlé vif à Yara le 2 février 1512.

### Aux États-Unis
- William Crawford, militaire et topographe, brûlé vif dans l'Ohio par les Indiens le 11 juin 1782.

### Dans le royaume de France.

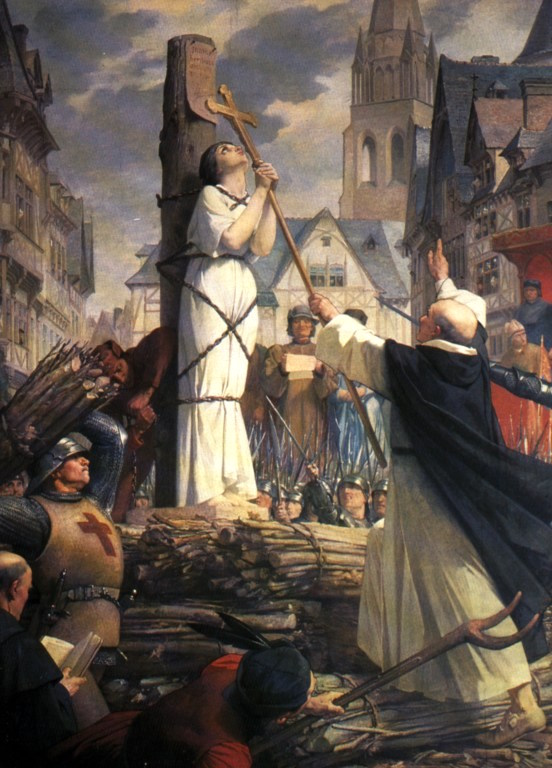
Exécution de Jeanne d'Arc.

- Celtillos, chef arverne et père de Vercingétorix, accusé de vouloir restaurer la royauté à son profit et brûlé vif vers 75 av. J.-C. ;
- Les chanoines du chapitre d'Orléans brûlés vifs le 28 décembre 1022 pour hérésie;
- Peire Authié, notaire, brûlé vif à Toulouse le 9 avril 1310 pour hérésie ;
- Marguerite Porete, dite Marguerite des Prés, auteur mystique et chrétienne du courant des béguines, brûlée vive avec son livre Le Miroir des âmes Simples à Paris, en place de Grève, le 1er juin 1310 pour hérésie ;
- Jacques de Molay, grand maître de l'ordre des Templiers, brûlé vif à Paris avec Geoffroy de Charnay, sur l'île aux Juifs, le 18 mars 1314 pour hérésie et sodomie ;
- Geoffroy de Charnay, commandeur de l'ordre des Templiers, brûlé vif à Paris avec Jacques de Molay, sur l'île aux Juifs, le 18 mars 1314 pour hérésie et sodomie ;
- Hugues Géraud, évêque de Cahors, brûlé vif à Avignon, sur la place du Palais épiscopal, le 30 août 1317 pour sorcellerie ;
- Jeanne de Divion, aventurière, brûlée vive à Paris, sur la place aux Pourceaux (proche de la place Saint-Honoré) le 6 octobre 1331 pour faux en écritures, magie et empoisonnement ;
- Jeanne Daubenton, prédicatrice, brûlée vive à Paris, en place de Grève, en 1372 pour hérésie ;
- Jean Béthisac, favori du duc Jean Ier de Berry, persécuteur du Languedoc, brûlé vif en 1389 pour hérésie ;
- Jeanne de Brigue, brûlée vive à Paris le 19 août 1391 pour sorcellerie ;
- Jeanne d'Arc, brûlée vive à Rouen, sur la place du Vieux-Marché, le 30 mai 1431 pour hérésie et sorcellerie. Le Journal d'un bourgeois de Paris rapporte qu'elle décède par asphyxie après l'atteinte des premières flammes ;
- Gilles de Rais, compagnon de Jeanne d'Arc, pendu puis brûlé à Nantes le 26 octobre 1440 pour sorcellerie, sodomie, viols, actes de barbarie et meurtres, principalement sur de jeunes garçons ;
- Colart IV de Beauffort, conseiller et chambellan du duc de Bourgogne, brûlé vif à Arras en 1461 pour sorcellerie ;
- Jean Vallière, religieux français converti au luthéranisme. Il est brûlé vif à Paris le 8 août 1523, après avoir eu la langue coupée. Il est considéré comme le premier martyr protestant français.
- Roland Greslet, condamné au bûcher à Chartres en 1523, après avoir brisé une statue de la Vierge Marie dans la cathédrale le 21 septembre. Ses motivations sont obscures.
- Étienne Le Court, curé, étranglé puis brûlé à Rouen, sur la place du Vieux-Marché, le 11 décembre 1533 pour hérésie (il s'est converti au protestantisme) ;
- Pierre Chapot, correcteur d'imprimerie, brûlé vif à Paris, place Maubert, le 19 juillet 1546 pour hérésie (il a répandu des idées calvinistes) ;
- Martial Alba, Pierre Escrivain, Bernard Seguin, Charles Favre et Pierre Navihères, étudiants en théologie qui revenaient de Lausanne où ils avaient étudié pour être pasteurs de la religion protestante, brûlés vifs à Lyon le 16 mai 1553 ;
- Anne du Bourg, magistrat protestant, pendu puis brûlé à Paris, en place de Grève, le 23 décembre 1559 pour hérésie ;
- Louis Gaufridy, prêtre, étranglé puis brûlé à Aix-en-Provence le 30 avril 1611 pour sorcellerie ;
- Jean Fontanier, ancien avocat et moine, brûlé vif à Paris, en place de Grève, le 10 décembre 1621 pour hérésie (il s'est converti au judaïsme) ;
- Melchior de la Vallée, chanoine de Nancy, brûlé vif en juillet 1631 pour sorcellerie ;
- Urbain Grandier, prêtre, brûlé vif à Loudun le 18 août 1634 pour sorcellerie ;
- Adrienne d'Heur, orfèvre, brûlée vive à Montbéliard le 11 septembre 1646 pour sorcellerie ;
- Jacques Chausson, brûlé vif à Paris, en place de Grève, le 29 décembre 1661 pour sodomie, avec son complice Jacques Paulmier dit Fabri, après avoir eu la langue tranchée ;
- Claude Le Petit, avocat et poète, étranglé puis brûlé à Paris, en place de Grève, le 1er septembre 1662 pour écrits irrévérencieux ;
- Catherine Deshayes dite la Voisin, brûlée vive à Paris, en place de Grève, le 22 février 1680 pour empoisonnement et sorcellerie ;
- Abdias Maurel, chef camisard, brûlé vif à Nîmes, sur la place des Arènes, le 22 avril 1705 ;
- Étienne-Benjamin Deschauffours, étranglé puis brûlé à Paris, en place de Grève, le 24 mai 1726 pour pédophilie ;
- Jean Diot et Bruno Lenoir, étranglés puis brûlés à Paris, en place de Grève, le 6 juillet 1750 pour sodomie ;
- François-Jean Lefebvre de La Barre, décapité puis brûlé à Abbeville le 1er juillet 1766 pour blasphème et sacrilège.

### À Haïti
- François Mackandal, esclave marron, brûlé vif à Cap-Haïtien le 20 janvier 1758 pour sorcellerie et empoisonnement. La légende prétend qu'à force de se débattre, il se serait détaché du poteau et enfui.

### Dans les îles Britanniques
- Donan d'Eigg, moine, brûlé vif pour sa foi chrétienne, dans le Nord-Ouest de l'Écosse avec 150 compagnons, le 17 avril 617 ;
- Petronilla de Meath, servante, brûlée vive à Kilkenny le 3 novembre 1324 pour sorcellerie ;
- John Oldcastle, chef lollard, brûlé vif à Londres le 14 décembre 1417 pour hérésie. Il est accroché au-dessus d'un feu lent ;
- George Wishart, prédicateur, brûlé vif à Édimbourg le 1er mars 1546 pour hérésie (il s'est converti au protestantisme) ;
- Anne Askew, poétesse, brûlée vive à Londres le 16 juillet 1546 pour hérésie. Ses jambes étant broyées par la torture, on lui lie les bras au poteau ;
- John Hooper, évêque de Gloucester et Worcester, brûlé vif à Gloucester le 9 février 1555 pour hérésie ;
- Hugh Latimer, théologien, évêque de Worcester, brûlé vif à Oxford avec Nicholas Ridley le 16 octobre 1555 pour hérésie ;
- Nicholas Ridley, théologien, brûlé vif à Oxford avec Hugh Latimer le 16 octobre 1555 pour hérésie ;
- Thomas Cranmer, archevêque de Canterbury, brûlé vif à Oxford le 21 mars 1556 pour hérésie. Il présente sa main droite au feu pour la châtier d'avoir signé des rétractations ;
- outre les 4 précités, les nombreux martyrs des persécutions mariales, de 1555 à 1558.

### En Italie
- Gherardo Segarelli, prédicateur, brûlé vif à Parme le 18 juillet 1300 pour hérésie ;
- Cecco d'Ascoli, poète et encyclopédiste, brûlé vif à Florence le 10 septembre 1327 pour hérésie. Au préalable, on lui entaille les veines du front ;
- Jérôme Savonarole, moine dominicain et prédicateur, pendu puis brûlé à Florence, sur la Piazza della Signoria, le 23 mai 1498 pour hérésie ;
- Salomon Molkho, marrane portugais, brûlé vif à Mantoue le 13 décembre 1532 pour apostasie :
- Giordano Bruno, moine dominicain, philosophe et théologien, brûlé vif à Rome, sur le Campo de' Fiori, le 17 février 1600 pour hérésie. On lui cloue la langue sur une planche pour le réduire au silence ;
- Menocchio, meunier, brûlé vif à Pordenone vers 1600 pour hérésie ;
- Diego La Matina, religieux, brûlé vif à Palerme le 17 mars 1658 pour hérésie. Il a assassiné l'inquisiteur de Sicile avec ses menottes.

### Au Japon
- Vingt-six personnes sont brûlées vives à Nagasaki, sur la colline Nishizaka, le 10 février 1597 pour leur foi chrétienne ;
- Léonard Kimura, frère jésuite japonais, brûlé vif à Nagasaki, sur la colline Nishizaka, le 18 novembre 1619 pour sa foi chrétienne ;
- Vingt-deux personnes sont brûlées vives à Nagasaki, sur la colline Nishizaka, le 10 septembre 1622 pour leur foi chrétienne, parmi lesquelles :
  - Richard de Saint-Anne, prêtre belge,
  - Sébastien Kimura, frère jésuite japonais,
  - Charles Spinola, prêtre italien ;
- Jérôme de Angelis, missionnaire italien, brûlé vif à Nagasaki le 4 décembre 1623 pour sa foi chrétienne ;
- Luis Sotelo, franciscain espagnol, brûlé vif en 1624 pour sa foi chrétienne avec quatre coreligionnaires ;
- Yaoya Oshichi, adolescente de 16 ans brûlée vive à Edo, au lieu d'exécution de Suzugamori, le 29 mars 1683 comme incendiaire.

### Au royaume de Kongo
- Kimpa Vita, prophétesse, brûlée vive au royaume de Kongo le 2 juillet 1706 pour hérésie et sorcellerie.

### À Malte
- Francesco Gesualdo, religieux français, brûlé vif à Il-Birgu le 5 novembre 1554 pour hérésie (il a embrassé la foi réformée). Durant sa marche au supplice, il professe le mariage des prêtres et on le bâillonne.

### En Ouganda
- Charles Lwanga, brûlé vif dans le royaume du Buganda le 3 juin 1886 pour sa foi chrétienne.

### Aux Pays-Bas
- William Tyndale, étranglé puis brûlé à Vilvorde le 6 octobre 1536 pour hérésie ;
- Anneken Hendricks, brûlée vive à Amsterdam le 10 novembre 1571 pour hérésie. On emplit sa bouche de poudre à canon, l'attache sur une échelle et la précipite dans un brasier ;
- Jan Woutersz van Cuyck, peintre, étranglé puis brûlé à Dordrecht avec Adriaentgen Jans van Molenaarsgraaf en 1572 pour sa foi mennonite.

### Au Pérou
- Francisco Maldonado De Silva, médecin marrane, brûlé vif à Lima avec dix coréligionaires le 23 janvier 1639 pour apostasie (il professe le judaïsme).

### En Pologne
- Kazimierz Łyszczyński, philosophe, décapité puis brûlé à Varsovie le 30 mars 1689 pour hérésie (il professe l'athéisme).

### Au Portugal
- Isaac de Castro Tartas, marrane, brûlé vif à Lisbonne le 15 décembre 1647 pour apostasie. Il meurt en clamant le verset biblique Chema Israel ;
- António José da Silva, dramaturge, étranglé puis brûlé à Lisbonne le 18 octobre 1739 pour apostasie (il est suspecté de judaïsme ;
- José de Mascarenhas da Silva, brûlé vif à Santa Maria de Belém le 13 janvier 1759 pour complot contre le roi ;
- Gabriel Malagrida, missionnaire italien, étranglé puis brûlé à Lisbonne, sur la place du Rossio, le 21 septembre 1761 pour hérésie.

### En Suisse
- Richard Puller de Hohenbourg, noble alsacien, brûlé vif à Zurich avec son valet Anton Mätzler le 24 septembre 1482 pour sodomie ;
- Michel Servet, théologien, médecin, brûlé vif à Genève le 27 octobre 1553 pour hérésie. Le bois étant humide, son supplice dure une demi-heure ;
- Nicolas Antoine, théologien, étranglé puis brûlé à Genève le 20 avril 1632 pour s'être converti au judaïsme ;
- Catherine Repond, étranglée puis brûlée à Fribourg le 15 septembre 1731 pour sorcellerie.

## Galerie d'images

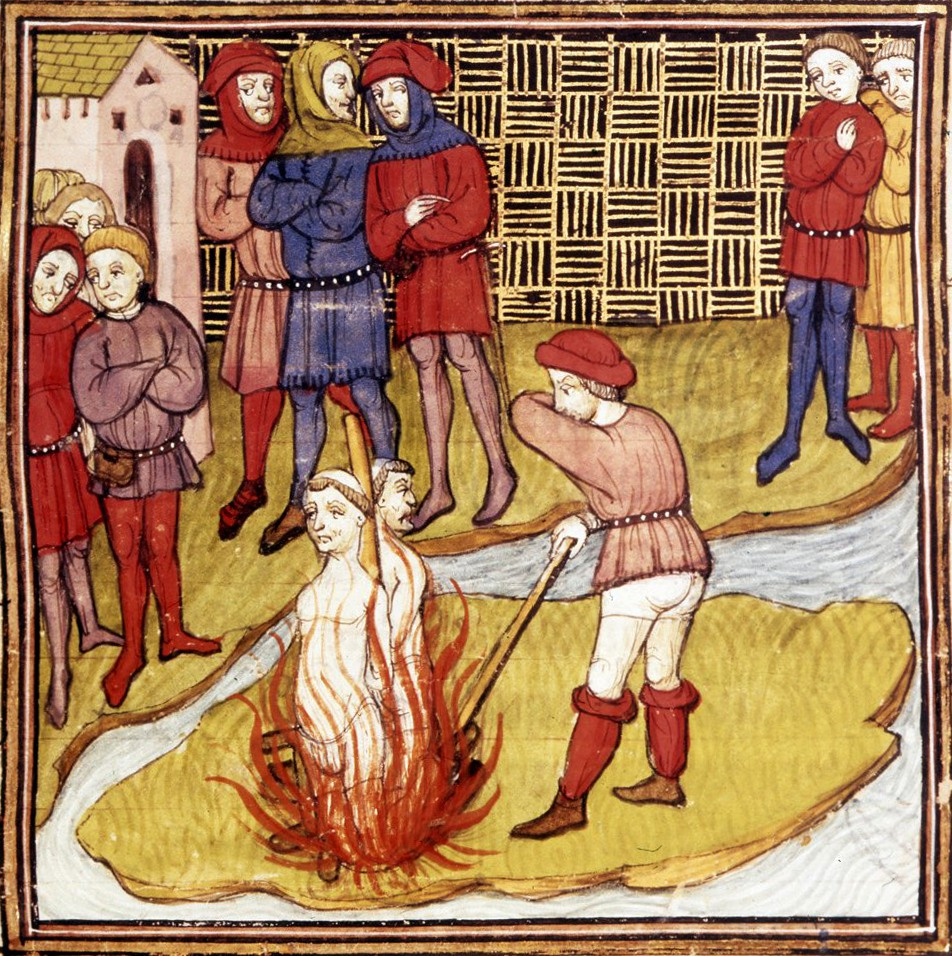
Templiers au bûcher.
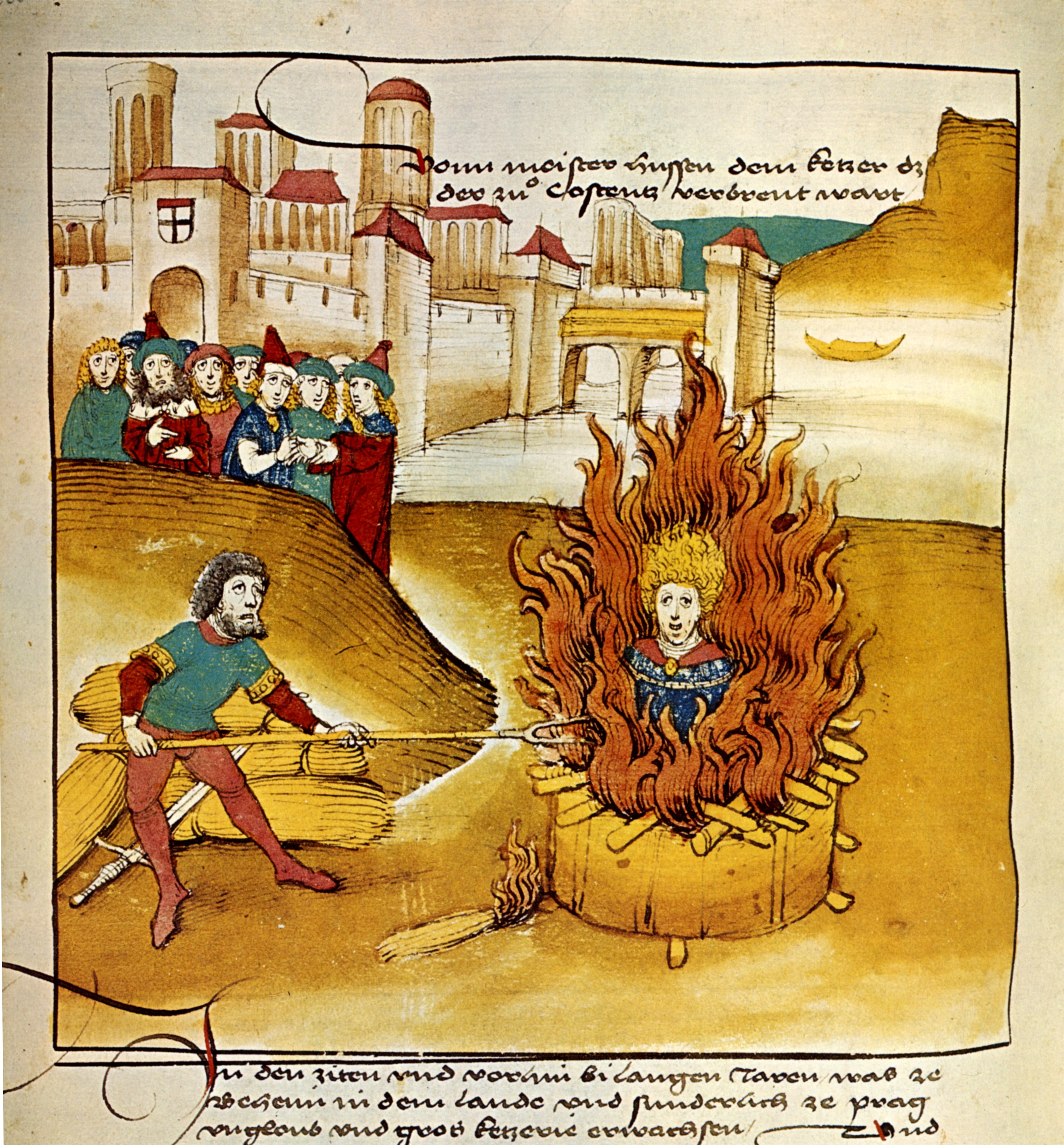
Exécution de Jan Hus.
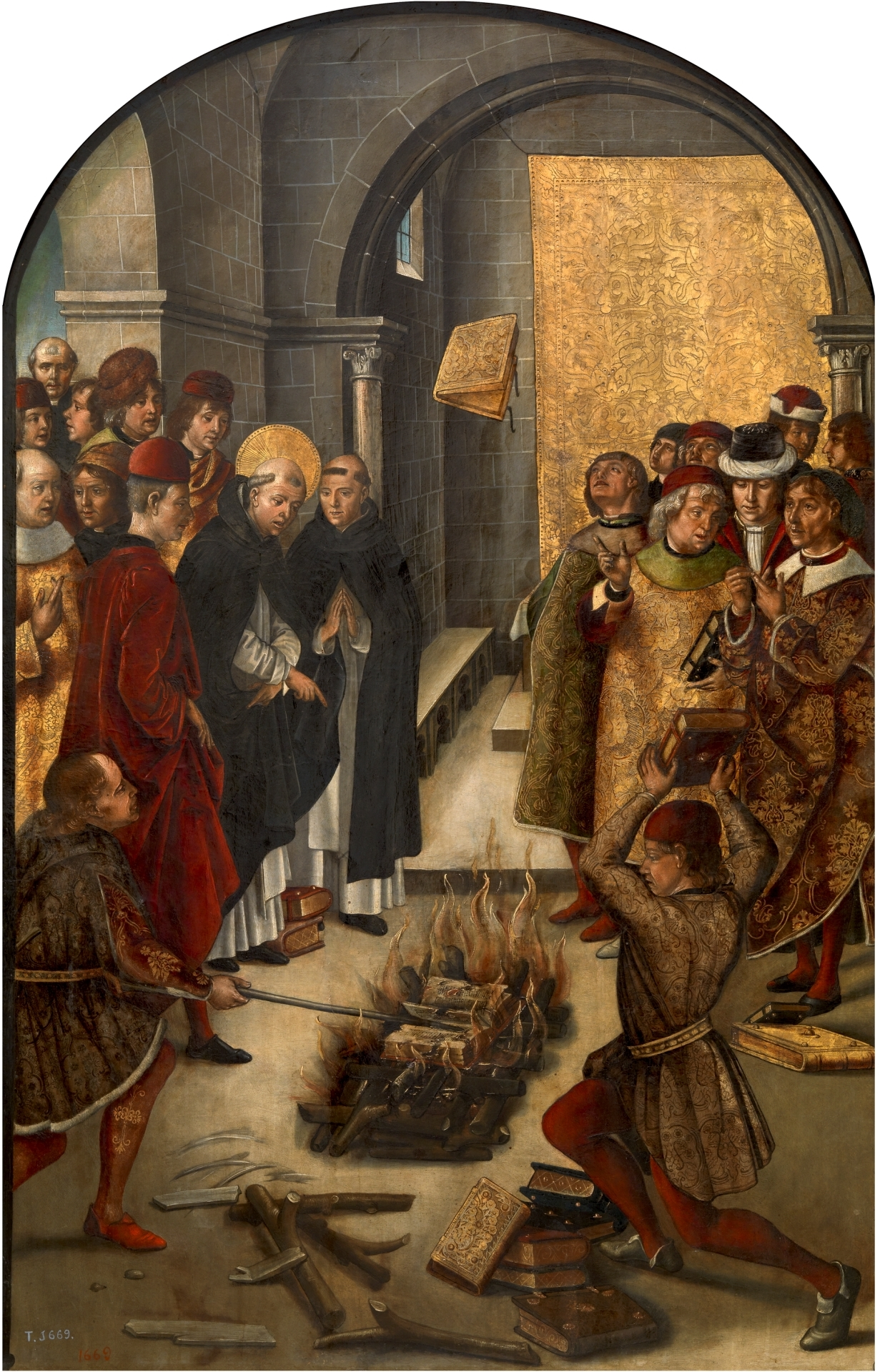
Autodafé : destruction de livres cathares dans le feu par l'Inquisition.
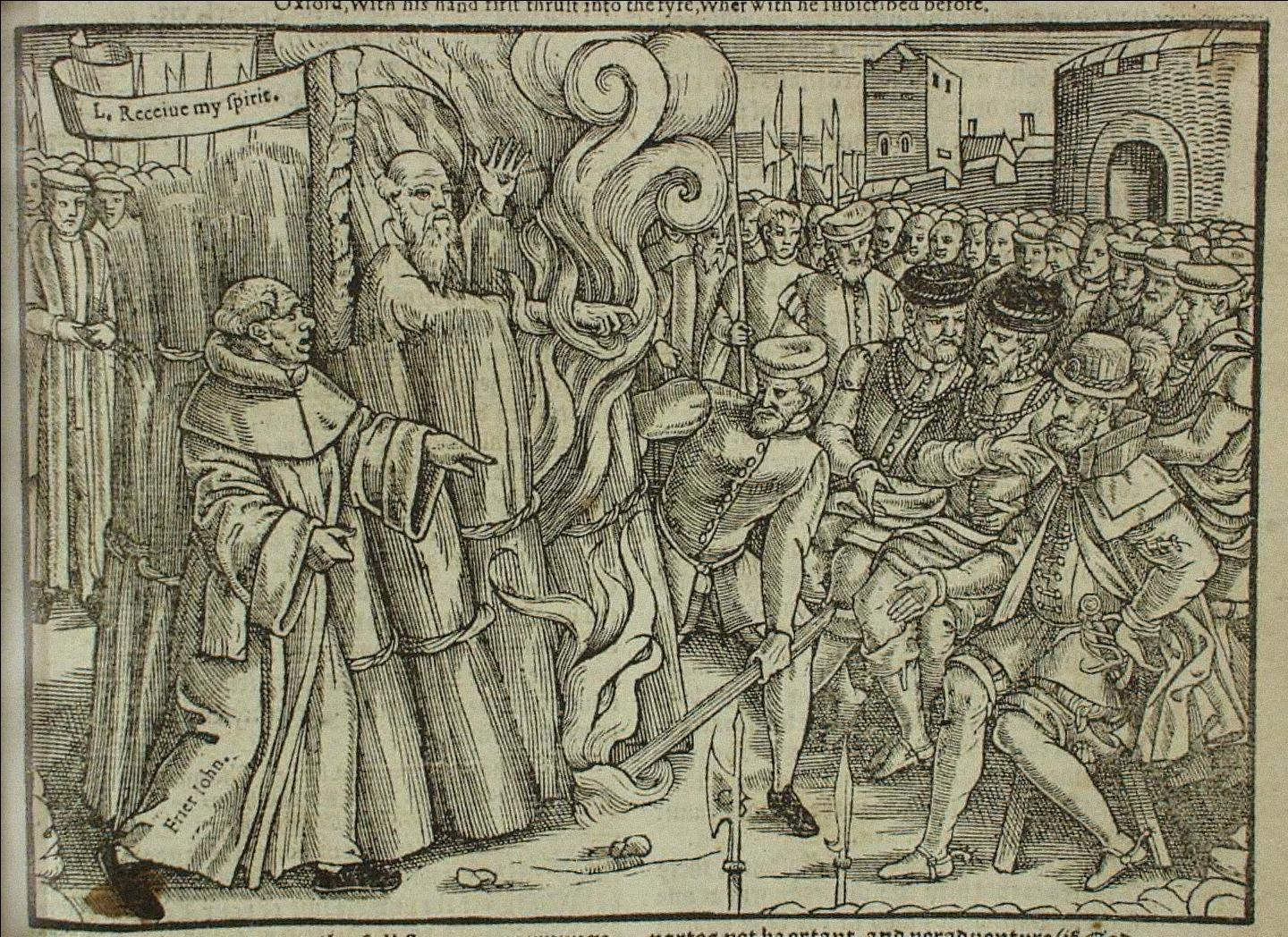
Thomas Cranmer brûlé vif.
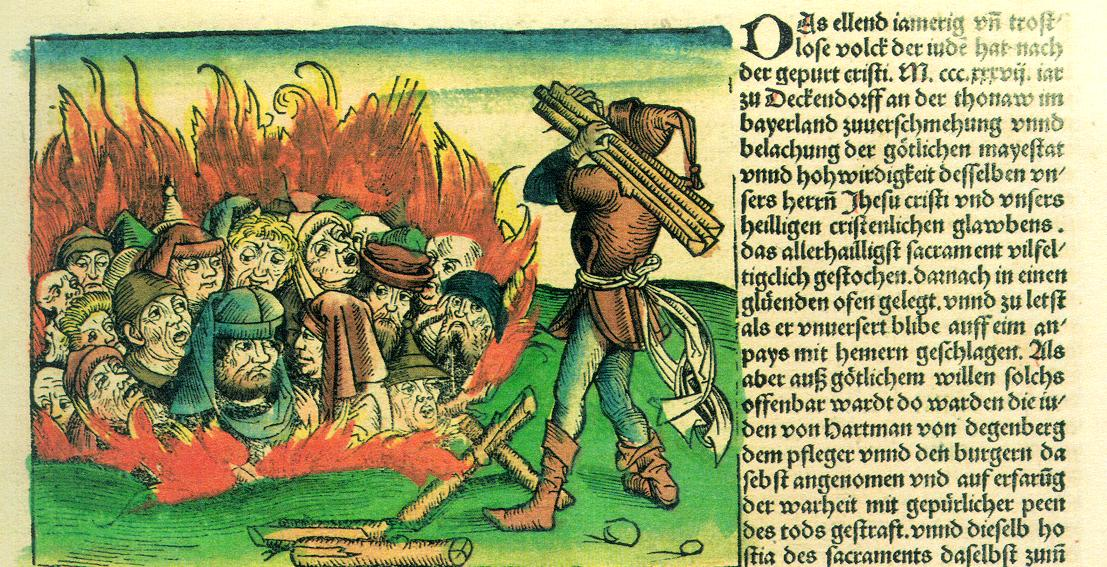
Juifs sur un bûcher en Allemagne, 1493.
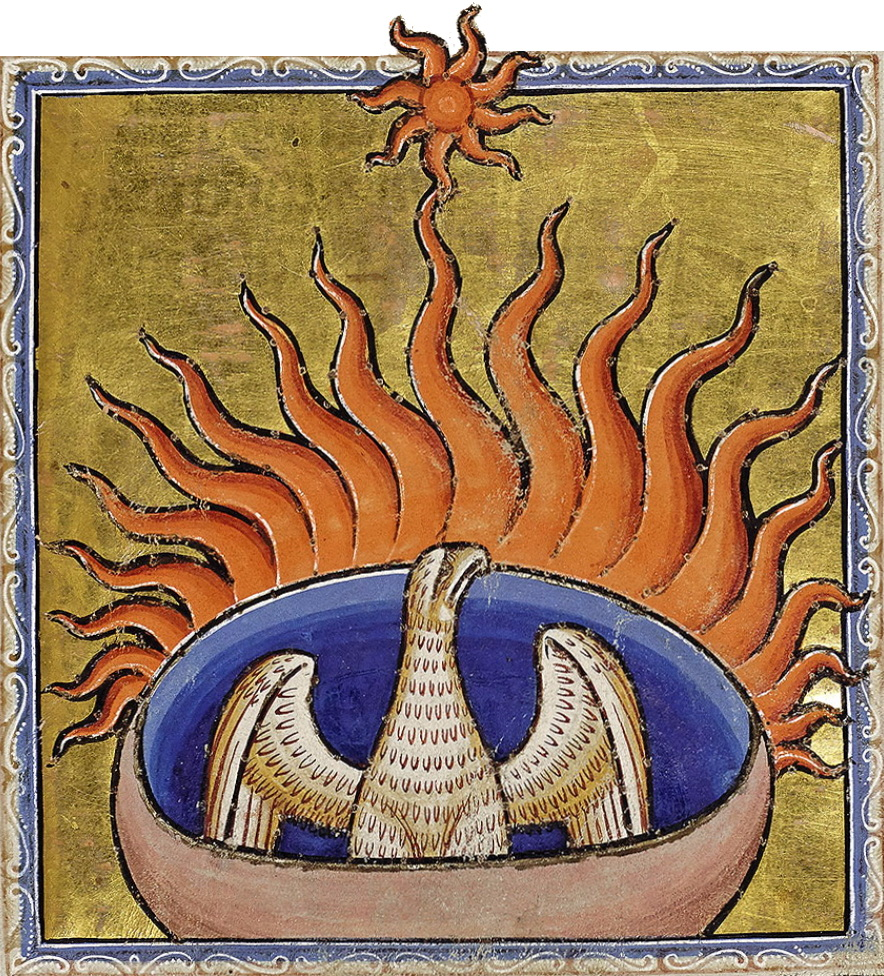
Phénix se consumant sur son bûcher.
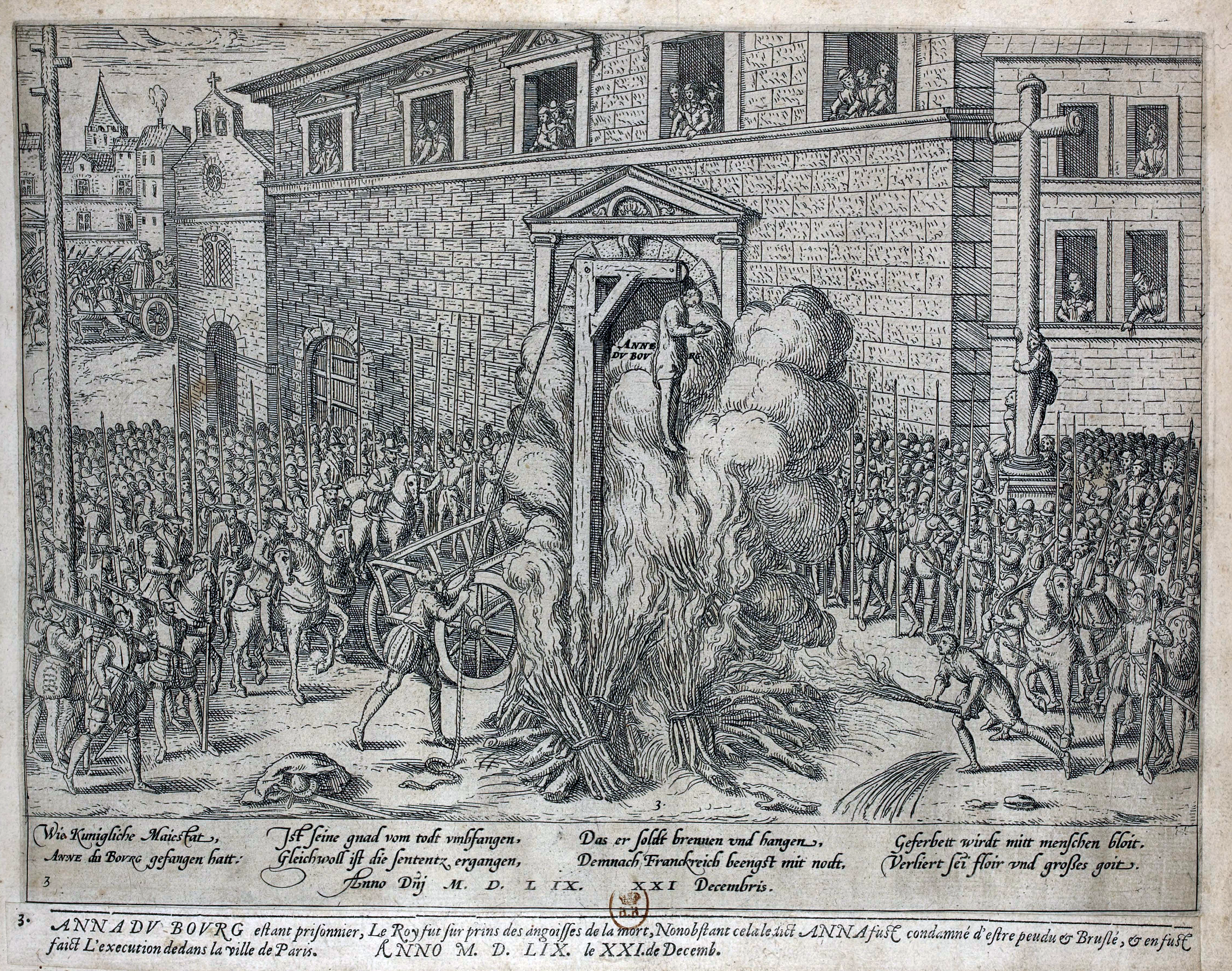
Anne du Bourg, pendu puis brûlé.
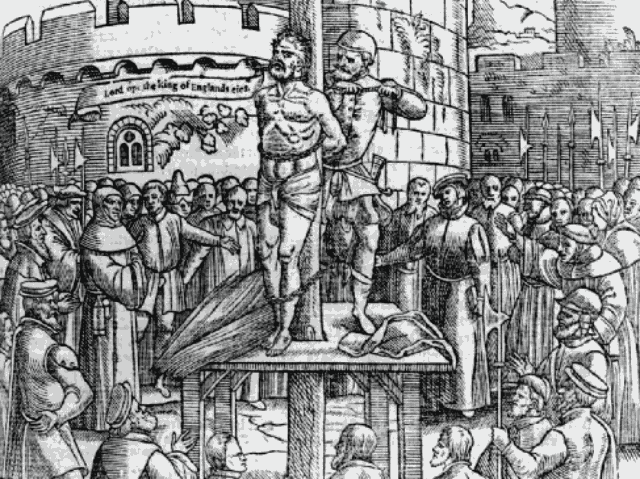
William Tyndale, humaniste anglais, étranglé puis brûlé.
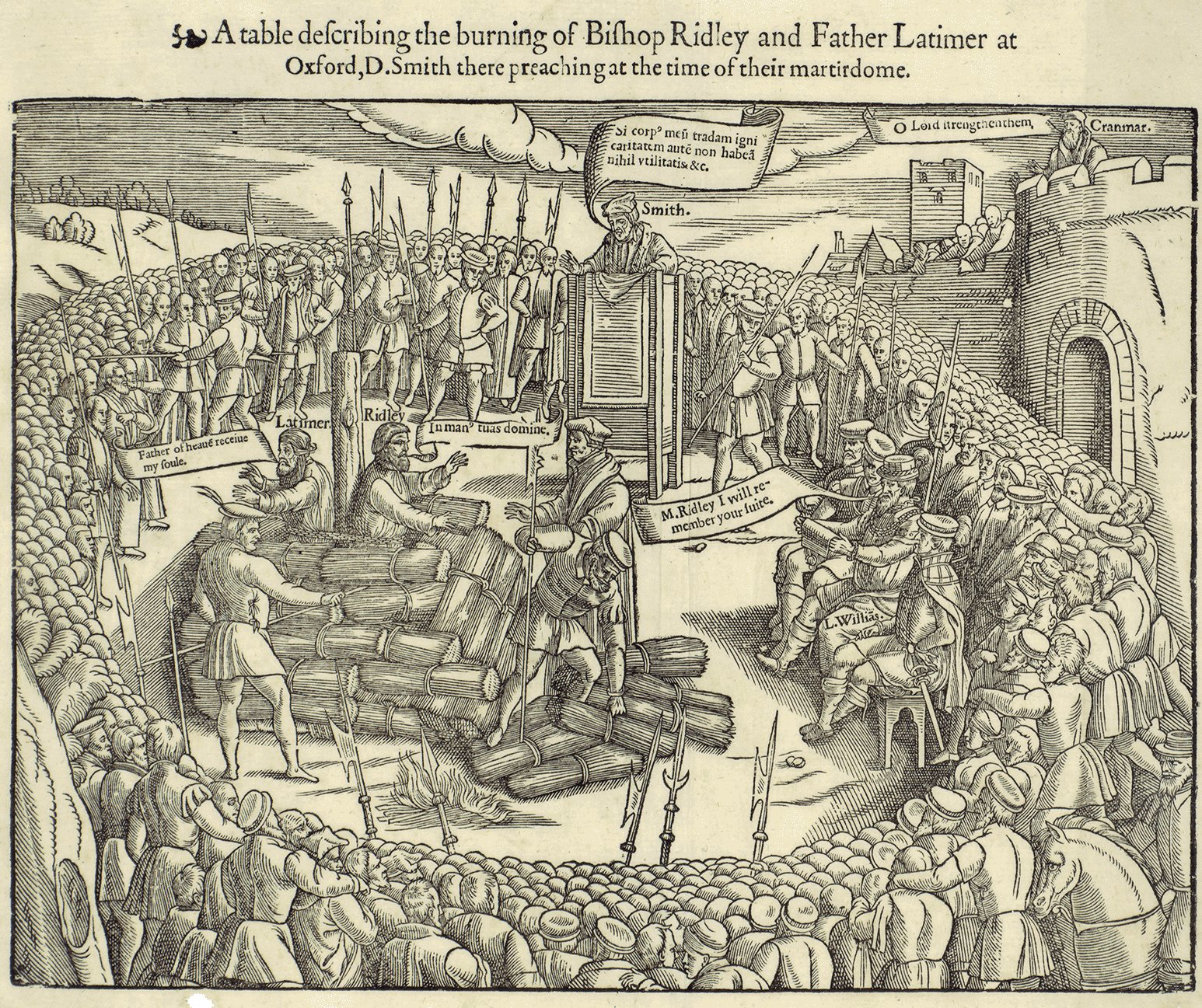
Latimer et Ridley, martyrs protestants, brûlés vifs.
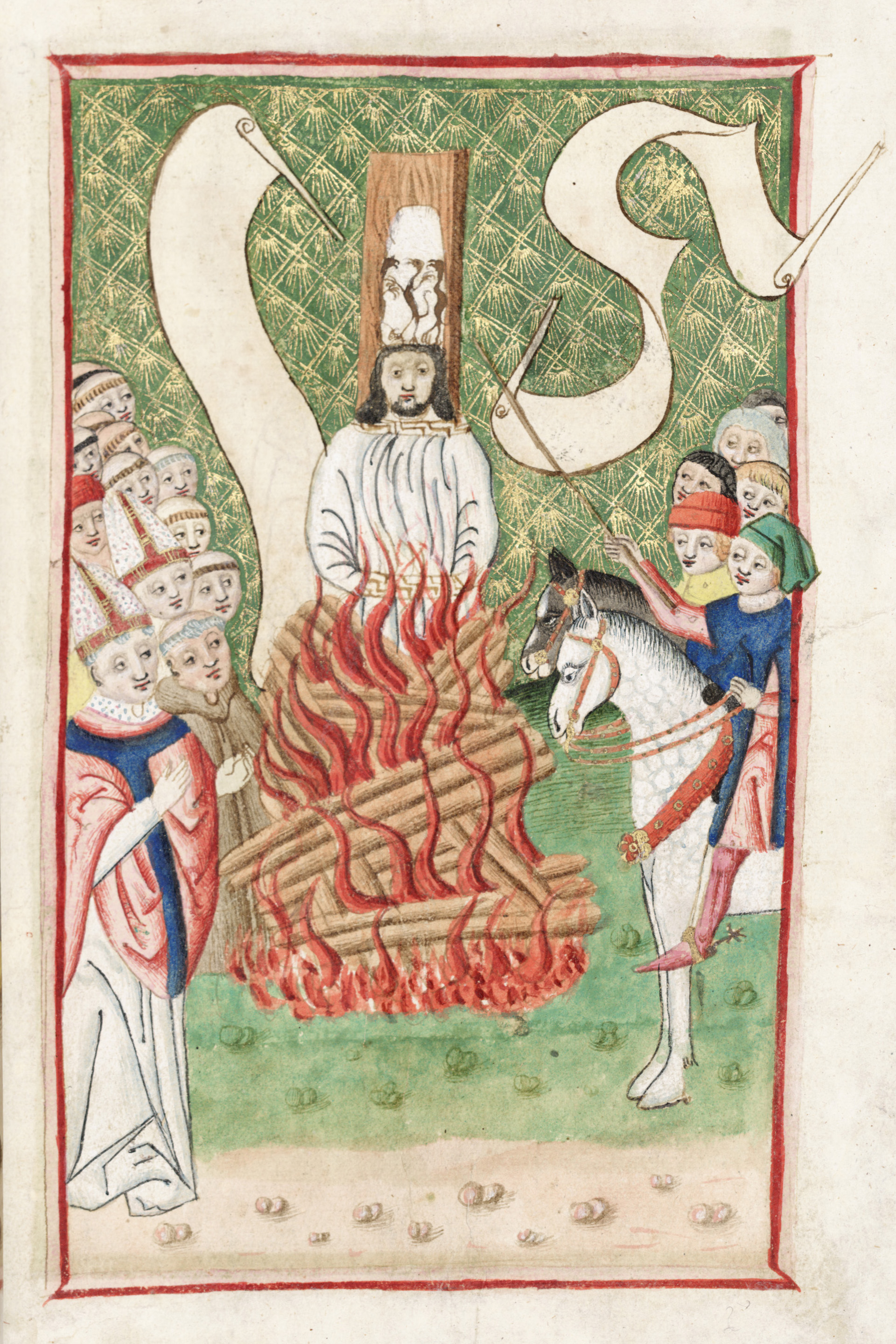
Exécution de Jan Hus.